# Cidade FM (Portugal)
Cidade FM, anteriormente chamada Rádio Cidade, é uma rádio portuguesa que emite essencialmente música dos tops nacionais e internacionais nos géneros pop, hip hop, R&B, reggaeton. A aposta desta emissora é, sobretudo, para as camadas mais jovens. Tem como cidade sede Lisboa e pertence ao Grupo Bauer Media Audio.
Surgiu em 1986, como rádio pirata, com o nome Rádio Cidade, o modelo da rádio era baseado no modelo da Rádio Cidade do Rio de Janeiro partilhando entre si várias vinhetas e jingles nos seus primeiros anos de existência em portugal. 
Em 1999 foi comprada pelo antigo grupo MCR, agora Bauer Media Audio Portugal (grupo que inclui também a Rádio Comercial, M80, Smooth FM, Vodafone FM), e até 2003 o logotipo da Rádio Cidade era a Estrela do Sol com óculos do Sol, com o seu próprio anuncio feito em 2002 na Marginal de Lisboa que se encontra no Youtube, plataforma de vídeos. A partir de 2003 passou-se a chamar Cidade FM, designação que manteve até ao dia 25 de Junho de 2014, quando mudou apenas para Cidade. A 9 de junho de 2018 voltou a chamar-se Cidade FM.
Em início de 2025, a Cidade FM deixou de emitir na frequência 97.2 MHz (Alentejo / Redondo), mais tarde confirmou-se que o alvará da Rádio Clube de Redondo C.R.L (no qual emite a Cidade FM Alentejo) foi extinto devido ao prazo da renovação do alvará ter ultrapassado os 180 dias requidos pela ERC.

## Locutores
- Artur Simões
- Catarina Silva
- Leonor Carvalho
- Asize Topal
- Joana Miranda
- Beatriz Pinto
- João Pedro Pereira
- Pedro Góias
- André Henriques

## Programação
| DIA DA SEMANA | PROGRAMA          | HORÁRIO | EQUIPA                                 |
| ------------- | ----------------- | ------- | -------------------------------------- |
| 2ªf a 6ªf     | Já São Horas      | 07h-11h | Catarina Silva João Pedro Pereira      |
| 2ªf a 6ªf     |                   | 11h-16h | Asize Topal                            |
| 2ªf a 6ªf     | Toque de Saída    | 16h-20h | Artur Simões Pedro Góias Joana Miranda |
| 2ªf a 6ªf     |                   | 20h-22h | Beatriz Pinto                          |
| 6ªf           | I Love Baile Funk | 23h-01h | André Henriques                        |

A programação ao sábado e ao domingo é assegurada por Catarina Silva, Leonor Carvalho, Pedro Góias e Beatriz Pinto.

## Rádios Online
A Cidade FM dispõe de um total de 3 emissões 24/7 no seu site oficial:
- Cidade FM
- Cidade FM Hip Hop
- Cidade FM Latina

## Frequências
104.4 MHz Minho→ 1 kW - Amares (Braga)
107.2 MHz Porto → 0,5 kW - Vila Nova de Gaia (Porto)
101.00 MHz Vale de Cambra → 0,5 kW - Vale de Cambra (Aveiro)
102.8 MHz Viseu → 2 kW - Viseu
99.7 MHz Centro → 1 kW - Penacova (Coimbra)
99.3 MHz Ribatejo → 2 kW - Alcanena (Santarém)
91.6 MHz Lisboa → 5 kW - Lisboa
106.2 MHz Tejo → 1 kW - Montijo (Setúbal)
99.7 MHz Algarve → 2 kW - Loulé (Faro)